# League of Legends: Wild Rift
League of Legends: Wild Rift (или просто Wild Rift) е мобилна игра разработена и публикувана от Riot Games за Android, iOS. Играта е модифицирана версия на компютърната игра League of Legends.
Също както в League of Legends, играчите контролират герои (шампиони) с уникални способности и се бият срещу екип от противникови играчи или контролирани от ботове единици, с цел да унищожат Нексуса („Nexus“) на противниковия отбор.

## Геймплей
League of Legends: Wild Rift е безплатна онлайн мултиплеър арена за битки (MOBA) 3D игра. Играчите се състезават в мачове, които продължават средно между 15 до 20 минути. Играчите работят заедно, за да унищожат структура, наречена Нексус "Nexus: в базата на вражеския отбор, заобикаляйки линия от защитни структури, наречени кули. Както в компютърната версия на играта, така и тук двата отбора се състоят от 5 играча които играят на 3 коридора (lanes). За разлика от компютърната версия на играта, в Wild Rift играчите винаги играят от лявата страна на картата така, че ръцете им да не закриват важни части от екрана. В началото на всяка игра, се появяват знаци които да индикират кой е „горния“ коридор и кой e „долния“ коридор. Към януари 2021 г. са налични 50 героя от които играчите могат да избират, като създателите на играта обещават, че всеки месец през 2021 година ще добавят по 2 нови героя.

## Достъпност
От 10 декември 2020 г. играта е достъпна на мобилни устройства с Android и iOS за потребителите от Европа (включително България). Премиерата на играта е отбелязана на същата дата със специално събитие наречено Battle of Baron.